# Caproni Ca.73
Il Caproni Ca.73 era un biplano da bombardamento leggero, originariamente concepito per operare come trasporto civile per 10 passeggeri con 2 uomini d'equipaggio. Il progetto sviluppato tra il 1922 e 1924 dall'ingegnere Rodolfo Verduzio, con la collaborazione tra gli altri di Umberto Nobile si distingue per essere stato il primo velivolo in Italia realizzato con struttura interamente metallica.
La configurazione del velivolo era quella di un sesquiplano invertito, in cui l'ala superiore di 18 m di lunghezza era priva di alettoni; anche i piani di coda avevano configurazione biplana. I 2 motori a cilindri in linea erano installati in tandem in una gondola (priva di cappottatura) posta tra le due ali.
Il 17 maggio 1927, con il Caproni Ca.73 pilotato dal Capitano Artuso e dal Tenente Razzi della 18ª Squadriglia, venne compiuta una crociera, rimanendo in volo per 18,40 ore, partendo dal Campo di Malpensa ed atterrando al Campo di Centocelle a Roma.
Il velivolo venne utilizzato dagli stormi della Regia Aeronautica fino al 1934, partecipando anche alle operazioni contro gli indipendentisti in Africa Settentrionale Italiana.
In particolare equipaggiarono la 8ª Squadriglia, 11ª Squadriglia, una Sezione della 12ª Squadriglia, la 13ª Squadriglia, 18ª Squadriglia e 19ª Squadriglia.
Gli aerei coloniali erano schierati all'Aeroporto di Benina vicino a Bengasi fino all'arrivo dei Caproni Ca.101.

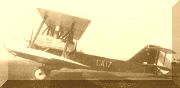
Caproni Ca.73 Aereo di linea.

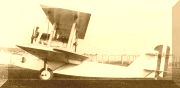
Caproni Ca.74 Bombardiere leggero.

## Varianti
Ca.73
prima versione di produzione in serie con motori Isotta-Fraschini Asso 500.
Ca.73bis
versione con motori Lorraine-Dietrich 12 Db da 400 CV (294 kW).
Ca.73ter
versione da bombardamento (vedi scheda) indicata anche come Ca.82.
Ca.73quater
versione da bombardamento indicata anche come Ca.88.
Ca.73quaterG
versione da bombardamento indicata anche come Ca.89.
Ca.74
versione con motori radiali Bristol Jupiter da 400 CV, originariamente indicata come Ca.80.
Ca.80S
versione aeroambulanza.
Ca.88 / Ca.89
sviluppi caratterizzati da modifiche alla fusoliera, tra cui l'installazione di una torretta ventrale.

## Utilizzatori
Italia
- Regia Aeronautica